# AP1S1
AP1S1‏ (Adaptor related protein complex 1 subunit sigma 1) هوَ بروتين يُشَفر بواسطة جين AP1S1 في الإنسان.